# 流川
流川（日语：／）是广岛县广岛市中区的一个街区，是广岛市最大的欢乐街，街道两旁林立着居酒屋、酒吧、俱乐部、风俗店、同志酒吧等餐厅和娱乐设施。

## 地理
流川位于广岛市中心，八丁堀地区的东南部。广岛本通商店街、纸屋町和八丁堀都在步行距离内，与邻近的药研堀和新天地一起构成了大型商业区。流川和药研堀之间还有一个名为“中新地”的娱乐区，但从广义上讲，它包含在流川内。药研堀东侧是弥生町，曾经是游廓。最近的电车站是银山町站。

## 简介
町名为广岛市中区流川町。邮政编码为730-0028（广岛中央邮局辖区）。根据住民基本台帐，2015年9月30日的人口为190人，2010年10月1日的面积为0.04137695平方公里。

## 历史

### 名称由来

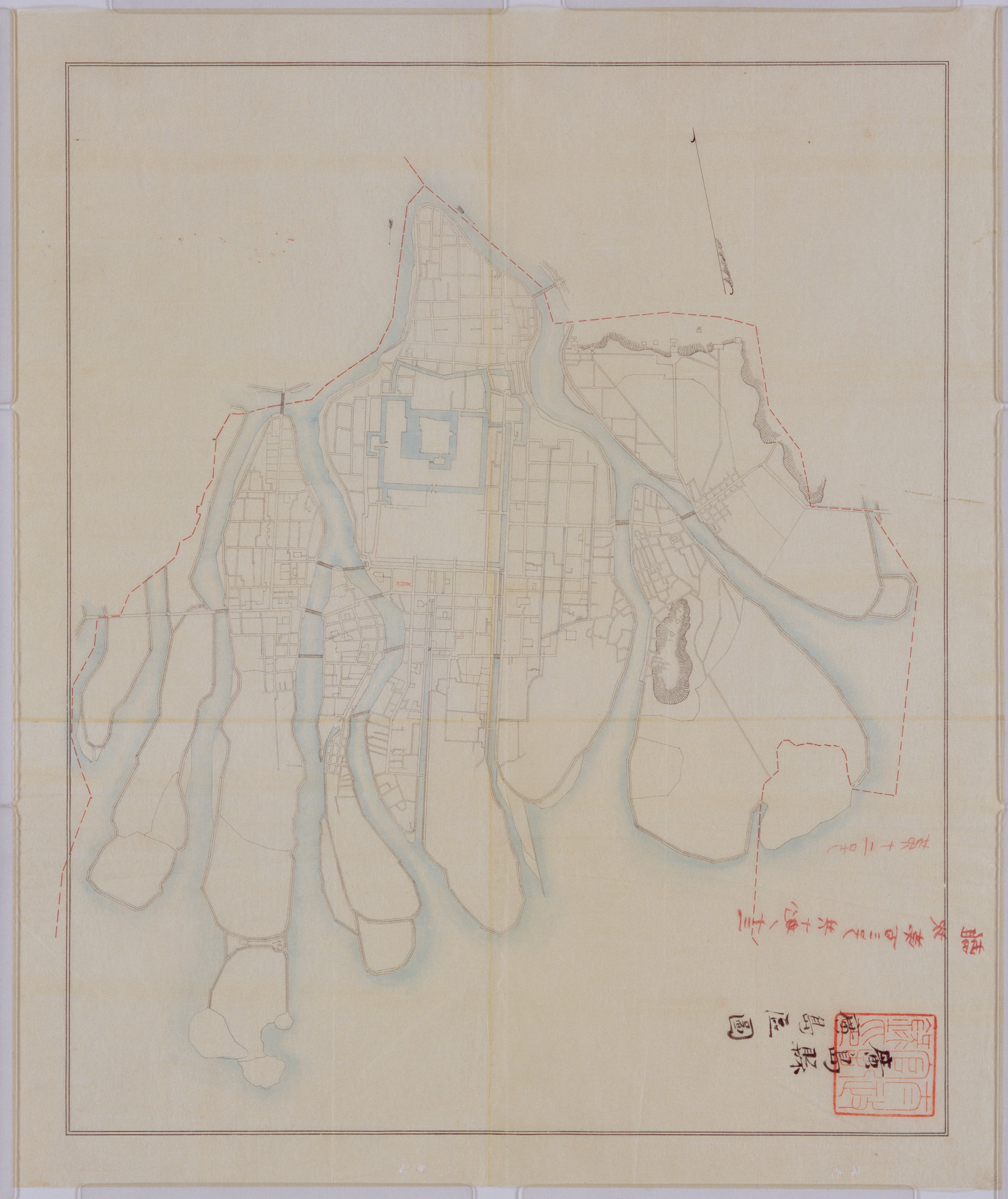
1880年的广岛市。缩景园位于广岛城外护城河右侧，靠近京桥川蜿蜒而下的地方，面积广阔。从那里沿着道路笔直流淌的细长蓝色河流，就是流川。

江户时代，这一带曾是广岛城的城下町，一条小溪从广岛藩主的别墅缩景园流淌而出。这条河道于1913年被填埋，现已不复存在。重新填埋的街道被称为流川通。

### COVID-19疫情蔓延
- 2020年4月初——在流川一家餐厅工作的人员新冠病毒检测呈阳性。卡拉OK厅和其他场所决定暂停营业，客流量急剧下降。[8]
- 2020年4月18日：为应对新冠肺炎疫情蔓延，日本宣布进入紧急状态。餐厅和其他场所被要求在一个月内关闭，这进一步影响了许多店铺。[9]
- 2020年10月12日：广岛县在流川地区开设了一处临时医疗机构——流川阳性防护诊所。PCR检测对餐厅员工开放。[10]
- 2020年12月12日：由于新冠肺炎疫情复发，店铺被要求关闭并缩短酒类服务时间，直至2021年1月3日。[11]缩短的营业时间后来延长至2021年1月17日，随后又延长至2021年2月7日。

## 同志村
虽然它以综合娱乐区而闻名，但也以其同性恋场所而闻名，其中包括一系列同志酒吧。截至2013年，流川地区共有30家同性恋酒吧和37家同性恋场所。这里也是在全国范围内扩张的同志浴室“喜乐会馆”的总店所在地，因此也广为人知。但由于这里是综合娱乐区，所以路过时很难注意到这里有同志场所。